# Månegarm
Månegarm is een Zweedse vikingmetalband uit Norrtälje. De band werd opgericht in 1995 en speelde aanvankelijk black metal.

## Etymologie
De naam Månegarm komt voor in de Noordse mythologie en betekent een wolf die leeft van het bloed van stervende mensen, die tijdens Ragnarök jacht zal maken op de maan en die uiteindelijk zal verzwelgen.

## Geschiedenis
Månegarm werd opgericht in 1995 onder de naam Antikrist. Ze bestond uit Svenne Rosendal als vocalist, Jonas Almquist and Mårten Matsson als gitaristen, Pierre Wilhelmsson als bassist en Erik Grawsiö als drummer. Eén maand na de oprichting werd de naam reeds veranderd in de huidige naam Månegarm.
In 1996 werd in deze opstelling de eerste demo opgenomen, genaamd Vargaresa. Al een paar maanden na de release van Vargaresa bleek dat de band niet optimaal samen kon werken. De zanger werd vervangen door Jonny Wranning en Markus Andé kwam bij de band als gitarist. Ur Nattvindar werd in 1997 uitgebracht als tweede demo. Op deze cd werden voor het eerst de viool en vrouwelijke vocalen gebruikt. De viool en de vrouwelijke zang gaven de cd het karakterestieke noordse tintje mee. 'Ur nattvindar' bereikte veel meer platenlabels dan de eerste demo en kreeg vanuit alle hoeken lovende kritieken. De demo trok de aandacht van Displeased Records en Månegarm besloot om bij dit label te tekenen.
De zanger werd andermaal vervangen, dit keer voor Viktor Hemgren. Met deze samenstelling werd het eerste officiële album gemaakt, Nordstjärnans Tidsålder, wat in juni 1998 op de markt verscheen. Ook dit album kreeg alleen maar positieve kritieken. Tijdens de opnames van het tweede album werd Viktor Hemgren ontslagen, wegens zijn lage betrokkenheid bij de band. Dit keer werd er niet gezocht naar een nieuwe zanger, maar nam drummer Erik Grawsiö deze taak op zich. Met deze samenstelling maakten ze in 2000 Havets Vargar, het vervolg op de succesvolle debuutcd.

## Van Black naar Viking
Het uitkomen van Havets Vargar in 2000 bezorgde de band bekendheid in Scandinavië, maar met het derde album in 2003, Dödsfärd, kreeg ze ook bekendheid in grote delen van Europa. De nadruk op deze cd werd, in tegenstelling tot hun eerdere cd's, meer gelegd op vikingmetal dan de black metal die ze eerst speelden.
Deze tendens zette zich door en in 2005 werd Vredens Tid uitgebracht. Deze cd bevat zelfs een aantal liedjes die bijna als epic metal klinken, zoals Sigrblot en Hemfärd. Na dit album werd bekendgemaakt dat de band en Displeased Records na een samenwerking van tien jaar uit elkaar zouden gaan. Er werd getekend bij het Zweedse Black Lodge Records. Als afsluiting bij Displeased Records bracht Månegarm de cd Urminnes Hävd - The Forest Sessions uit. De muziekstijl op deze cd was een verrassing voor de fans, want in plaats van vikingmetal bleek het een volledig akoestisch folkalbum te zijn, gemaakt in samenwerking met Två Fisk Och En Fläsk. Bij het ondertekenen van het contract met Black Lodge Records werd overeengekomen dat er op zeer korte termijn een nieuwe cd gemaakt zou worden. Het schrijven van de muziek en de teksten is begonnen en als alles volgens plan loopt, zal Månegarm in oktober van dit jaar opnieuw de studio's induiken voor haar nieuwe album.
Rond 2013 tekende de band bij Napalm Records.
In april 2022 werd een nieuw album aangekondigd: Ynglingaättens Öde. Tevens werd een nieuwe single uitgebracht: En snara av guld. In het nummer is Eriks dochter Lea te horen en in de videoclip speelt zijn andere dochter, Tuva, een jong meisje.

## Huidige samenstelling
- Markus Andé - Gitaar
- Erik Grawsio - Drums/zang
- Pierre Wilhelmsson - Basgitaar

## Discografie

### Demo's
- Vargaresa (1996)
- Ur Nattvindar (1997)

### Albums
- Nordstjärnans Tidsålder (1998)
- Havets Vargar (2000)
- Dödsfärd (2003)
- Vargaresa - The beginning (2004) (Heruitgave van de twee demo's)
- Vredens Tid (2005)
- Urminnes Hävd (The Forest Sessions) (2006)
- Vargstenen (The Wolf Stone) (2007)
- Nattväsen (2009)
- Legions of the North (2013
- Månegarm (2015)
- Fornaldarsagor (2019
- Ynglingaättens Öde (2022

### Singles
- En snara av guld (2022)[2]